# Kranichsteiner Literaturpreis
Der Kranichsteiner Literaturpreis wurde unter diesem Namen seit 1983 vom Deutschen Literaturfonds Darmstadt vergeben; benannt war er nach dem Darmstädter Stadtteil Kranichstein. Zuletzt (2019) war der Literaturpreis mit 30.000 Euro dotiert, nebst einer Bronzeplastik des Darmstädter Bildhauers Gotthelf Schlotter. Seit 2020 wird der Preis bei gleichzeitiger Erhöhung der Dotierung auf 50.000 Euro als Großer Preis des Deutschen Literaturfonds vergeben. Durch die „Änderungen solle deutlich werden, dass es sich bei dem Preis um ein wichtiges literarisches Ereignis handele“. Die Verleihung des Preises für 2020 an Felicitas Hoppe fand am 7. Oktober 2020 in Berlin statt. Für 2021 wurde Ulrike Draesner der Preis zuerkannt, für 2022 Georg Klein, für 2023 Annette Pehnt und für 2024 Martina Hefter.
Zusätzlich vergibt die Jury jährlich ein zehnwöchiges New-York-Stipendium, ein London-Stipendium, zwei Jugendliteratur-Stipendien (bis 2020 je 12.000 Euro) und den Kranichsteiner Literaturförderpreis für Autoren unter 35 Jahren, der seit 2024 mit 10.000 Euro dotiert ist (vorher 5000 Euro). Der Fachjury gehören derzeit an: Bettina Fischer, Manuela Reichart und Hans Thill. Im Jahr 2021 wurde die Dotierung der beiden Jugendliteratur-Stipendien auf je 18.000 Euro erhöht und zudem wurden zwei ebenfalls mit je 18.000 Euro dotierte Kinderliteratur-Stipendien neu eingerichtet.

## Preisträgerinnen und Preisträger Kranichsteiner Literaturpreis
- 1983: Rainald Goetz
- 1984: Adelheid Duvanel
- 1985: Helga M. Novak
- 1986: Anne Duden
- 1987: Wolfgang Hilbig
- 1988: Klaus Hensel
- 1989: Thomas Strittmatter
- 1990: Josef Winkler
- 1991: Herta Müller
- 1992: Ludwig Fels
- 1993: Jan Faktor
- 1995: Hansjörg Schertenleib
- 1996: Burkhard Spinnen
- 1997: Birgit Vanderbeke
- 1998: Thomas Meinecke
- 1999: Lutz Seiler
- 2001: Wilhelm Genazino
- 2002: Ralf Rothmann
- 2003: Reinhard Jirgl
- 2004: Peter Kurzeck
- 2005: Martin Mosebach
- 2006: Sibylle Lewitscharoff
- 2007: Paul Nizon
- 2008: Gerhard Falkner
- 2009: Gerd-Peter Eigner
- 2010: Anne Weber
- 2011: Jan Wagner
- 2012: Frank Schulz[12]
- 2013: Marica Bodrožić
- 2014: David Wagner[13]
- 2015: Esther Kinsky
- 2016: Ulrich Peltzer
- 2017: Nico Bleutge
- 2018: Thomas Lehr
- 2019: Nora Bossong[14]

### Großer Preis des Deutschen Literaturfonds
- 2020: Felicitas Hoppe
- 2021: Ulrike Draesner
- 2022: Georg Klein
- 2023: Annette Pehnt
- 2024: Martina Hefter
- 2025: Katerina Poladjan

## Kranichsteiner Literaturförderpreis
- 2003: Uta Titz
- 2004: Steffen Popp
- 2005: Jens Petersen
- 2006: Nico Bleutge
- 2007: Svenja Leiber
- 2008: Finn-Ole Heinrich
- 2009: Andreas Stichmann
- 2010: Andre Rudolph
- 2011: Nino Haratischwili
- 2012: Benjamin Maack
- 2013: Sebastian Polmans
- 2014: Katharina Bendixen
- 2015: Gesa Olkusz
- 2016: Senthuran Varatharajah
- 2017: Maren Kames
- 2018: Gianna Molinari
- 2019: Katharina Mevissen
- 2020: Christian Schulteisz
- 2021: Annina Haab
- 2022: Sven Pfizenmaier[15]
- 2023: Grit Krüger
- 2024: Nora Schramm[16]
- 2025: Lara Rüter

## Kranichsteiner Jugendliteratur-Stipendium
- 2010: Agnes Hammer und Tobias Elsäßer
- 2011: Petra Ivanov und Stephan Knösel
- 2012: Marlene Röder und Nils Mohl
- 2013: Susan Kreller und Cornelia Travnicek[17]
- 2014: Sarah Michaela Orlovský und Stefanie de Velasco[18]
- 2015: Corinna Antelmann für ihren Roman Der Rabe ist Acht und Martin Kordić für sein Debüt Wie ich mir das Glück vorstelle[19]
- 2016: Elisabeth Etz für ihren Roman Alles nach Plan und Kathrin Steinberger für ihr Jugendbuch Manchmal dreht das Leben einfach um[20]
- 2017: Que Du Luu für ihren Roman Im Jahr des Affen und Michael Sieben für sein Jugendbuch Ponderosa[21]
- 2018: Flurin Jecker für seinen Debütroman Lanz und Manja Präkels für ihren Roman Als ich mit Hitler Schnapskirschen aß[22]
- 2019: Stefanie Höfler für ihren Roman Der große schwarze Vogel und Bettina Wilpert für ihr Debüt Nichts, was uns passiert[23]
- 2020: Kristin Höller für ihren Roman Schöner als überall und Dita Zipfel für ihr Jugendbuchdebüt Wie der Wahnsinn mir die Welt erklärte
- 2021: Sarah Jäger für Nach vorn, nach Süden und Verena Keßler für Die Gespenster von Demmin
- 2022: Juliane Pickel für Krummer Hund und Eva Rottmann für Mats & Milad oder: Nachrichten vom Arsch der Welt
- 2023: Chantal-Fleur Sandjon für Die Sonne, so strahlend und Schwarz und Josefine Sonneson für Stolpertage
- 2024: David Blum für Kollektorgang und Caroline Wahl für 22 Bahnen

## Kranichsteiner Kinderliteratur-Stipendium
- 2021: Ayşe Bosse für Pembo – Halb und halb macht doppelt glücklich! und Franz Orghandl für Der Katze ist es ganz egal
- 2022: Rebecca Elbs für Leo und Lucy. Die Sache mit dem dritten L. und Lisa Krusche für Das Universum ist verdammt groß und supermystisch
- 2023: Josephine Mark für Trip mit Tropf und Werner Rohner für Mehr als ein Wunsch
- 2024: Mareike Krügel für Almuth und der Hühnersommer und Andreas Langer für Schneekinder